# 上海油画雕塑院美术馆
上海油画雕塑院美术馆（英語：SPSI Art Museum）位于中華人民共和國上海市长宁区金珠路111号，属于上海油画雕塑院。

## 历史
始建于1987年，2009年扩建，2010年10月18日扩建完成，高2层，展览面积约1700平方米，2017年经过一次修缮。2020年上海少儿优秀美术作品展在此举行。馆长为刘曼文。副馆长为傅军。现免费对外。

## 营业时间
- 周二至周日：上午十点至下午五点
- 周一闭馆

## 交通
- 上海轨道交通10号线伊犁路站
- 上海轨道交通15号线红宝石路站